# 311P/PANSTARRS
311P/PANSTARRS, komet Enckeove vrste u Glavnom asteroidnom pojasu i/ili asteroid. Predotkriven na snimkama teleskopa PANSTARRS.
Promatrači su Hubbleom otkrili su šest kometolikih repova. Za repove se sumnja da su potoci materijala koje je izbacio asteroid jer se asteroid koji je hrpa krhotina okreće dovoljno brzo da s njega odlijeće materijal. Slično je s 331P/Gibbs, za koji se utvrdilo da je hrpa stijenja koje se brzo okreće.
Trodimenzijski modeli koje je napravila Jessica Agarwals Instituta Max Planck za istraživanje Sunca u Lindauu, Njemaka, pokazli su da su se repovi mogli oblikovati od niza periodičnih impulzivnih događaja izbacivanja prašine, radijacijskog tlaka sa Sunca te potom rastegnulo prašinu u potoke.
Snimke predotkrića iz 2005. nađene su na pregledu Sloanu, pokazujući zanemarivu kometnu aktivnost 2005. godine.
Asteroid je promjera 240 metara. Prve slike snimljene Pan-STARRS-om otkrile su da je objekt neobične pojave: asteroidi općenito se pojavljuju kao male točkice svjetla, a P/2013 P5 (stara oznaka za 311P) su astronomi prepoznali kao magličasti objekt.